# Безмовні гондольєри
«Безмовні гондольєри» (англ. The Silent Gondoliers) — фентезійний роман американського письменника Вільяма Голдмана, вперше опублікований 1983 року під псевдонімом С. Моргенштерн. Роман намагається пояснити, чому гондольєри Венеції більше не співають, через історію головного героя Луїджі. Розділи I та II описують подальшу міфологію, пов'язану за ім’ям Моргенштерн та витоки гондольєрської історії, а розповідь про Луїджі насправді розпочинається з розділу III.
Випущений у твердій обкладинці 1983 року, а торгова версія в м’якій обкладинці вийшла від Del Rey 2001 року. Пол Джованопулос виконав 20 ілюстрацій пером і тушшю до роману.

## Автор
Вільям Голдман також використовує псевдонім «С. Моргенштерн» у своєму найвідомішому романі «Принцеса-наречена». Однак у цій казці пише так, ніби згадує, як провів Різдво у Венеції під відлуння співу гондольєрів, одного разу в дитинстві та вдруге з дружиною та дочками. Історія переслідує його, і він починає досліджувати. Це веде його до сліду того, чому гондольєри більше не можуть добре співати, всупереч впевненості, що «гондольери — найкращі співаки світу».

## Сюжет
Луїджі — гондольер у Венеції. Хоча він талановитий човняр, але жахливий співак, і люди відчувають спазми в животі та мігрень, просто слухаючи його. Оскільки гондольєри мають репутацію найкращих співаків у світі, і клієнти очікують цього як частину послуги, глухий гондольєр неприйнятний, незалежно від того, наскільки вправно він володіє веслом.
По мірі того, як історія розгортається, його наречена Лаура Лоренціні розриває заручини і виходить заміж за «кращого залицяльника». Хоча він жахливий співак, друзі Луїджі люблять його і привітний характер гондольєра. Узгоджено, що хоча він не може бути гондольєром, але може працювати в таверні, ексклюзивному притулку Гондольєрів. Але з часом стає незадоволеним.
Луїджі зникає на багато років і відвертається від різних вчителів співу. Нарешті Пікколі погоджується навчати його, хоча Луїджі не знає, що Пікколі не викладав багато років і глухий. Згодом Луїджі повертається до Венеції і співає, але цей спів стає ще гіршим та потужнішим. Коли наближається «вбивчий шторм», усі в небезпеці. Коли в Церкву душ загиблих у морі, найсвятішу будівлю гондольєрів, вдарить блискавка, навіть найвправніші гондольєри у Венеції занадто охоплені страхом, щоб вийти і покликати Великий пожежний човен Венеції, щоб врятувати свою церкву від вогню.
Зрештою, Луїджі вдається дістатися Великого венеціанського пожежного човна, який збирається врятувати церкву. Інші гондольєри помічають, що Луїджі не повернувся з пожежним човном, а виявляють, що він пливе по бурхливих водах Великого каналу. Охоплений шумом шторму, Луїджі нарешті може здійснити свою мрію співати на Великому каналі пісні Белліні та всі відомі йому соло. Свідками цього є всі гондольєри і всю ніч говорять про це.
Після завершення шторму, їх відвідує королева Корсики. Вона просить гондольєра заспівати для неї на її королівському човні. Один з гондельєрів починає співати 'O sole mio, але жахливо співає на огиду королеви. Виявляється, що всі гондольєри з цього моменту почали жахливо співати, і тому більше ніхто не просить їх співати.
Луїджі відновлюється на посаді гондольера, без вимоги співати. Після довгої кар’єри та щасливого життя, як і всі гондольєри, коли вони помирають, Луїджі садять у свій чорний човен і штовхають в Адріатичне море.

## Фон
Вільям Голдман стверджує, що ідея написати книгу виникла, коли він відвідав Венецію зі своєю тодішньою дружиною:
|  | Ми були на одному з водних автобусів, вапоретто, і купа гондольєрів гребла по каналу, й вони були тихі. Я раптом обернувся до [своєї дружини] Ілен і сказав: «Я знаю, чому гондольєри не співають», і ми негайно вийшли з автобуса, і я побіг назад до готелю. Я записав історію приблизно за п’ять хвилин на аркуші паперу. |

Автор стверджує, що це був один із небагатьох випадків, коли в його голові з’являвся «повністю сформований роман», інший – «Ніяк не поводитися з дамою».